# Purchena
Purchena es un municipio y ciudad española de la provincia de Almería, en la comunidad autónoma de Andalucía. Se ubica en el valle del río Almanzora, en concreto en el margen derecho de este río, acotado por las estribaciones norte de la sierra de los Filabres y por las estribaciones sur de la sierra de las Estancias. Se encuentra un relieve de tierras llanas en la ribera del río y zonas con una altitud de hasta 1500 m s. n. m. en la sierra.
Se localiza a 91 km de la capital provincial, Almería; a 28 km del límite de la provincia de Granada, concretamente a 144 km de su capital provincial, Granada; y 158 km de Murcia capital .
La extensión del término municipal es de 56,57 km², según datos extraídos de SIMA, actualizados en 2019. Limita con los municipios de Armuña del Almanzora, Laroya, Macael, Olula del Río, Oria, Somontín, Suflí, Tíjola y Urrácal. Un municipio constituido por dos núcleos poblacionales, Purchena y El Campillo de Purchena, y otros núcleos de población dispersa como La Estación de Purchena, La Barriada del Judío o El Paraje de Gevas. Contando con una población de 1636 habitantes en 2021, según los últimos datos del Instituto Nacional de Estadística.
Ha sido secularmente el centro geográfico, histórico, administrativo y cultural de la comarca del Alto del Almanzora.[cita requerida]

## Toponimia
Purchena proviene del nombre que le pusieron los árabes a la ciudad, “Hisn Burxana”, que hace mención a la Torre del Agua de la alcazaba árabe que se alza sobre el pueblo y que literalmente significa "torre con agua dentro".[cita requerida]

## Geografía física

### Ubicación
| Noroeste: Armuña de Almanzora y Somontín | Norte: Somontín y Oria | Nordeste: Oria y Urrácal           |
| Oeste: Suflí                             |                        | Este: Oria, Macael y Olula del Río |
| Suroeste: Suflí                          | Sur: Laroya y Suflí    | Sureste: Laroya                    |

### Riesgos naturales
El municipio de Purchena cuenta con un PTEL que cumple con la Ley 5/2010 sobre autonomía local.

## Naturaleza
El patrimonio paisajístico de Purchena es muy importante; en él cabe resaltar los bosques de pinos que se elevan desde el mismo pueblo y ascienden por la sierra de los Filabres hasta la Tetica de Bacares a través del barranco de Gevas y el área recreativa de La Silveria. Además hay que mencionar los llanos y montañas con cañadas de almendros en la sierra de las Estancias, así como la zona boscosa del Campillo situada a unos kilómetros a espaldas de esta última sierra. Abundan los parajes de almendrales, huertos de naranjos, olivares, alamedas… siendo fácil encontrar numerosos endemismos y matorral de monte bajo. Todo esto permite que en los últimos años toda esta zona montañosa –con sus cortijadas y sus caminos de herradura– se esté convirtiendo en punto atractivo para el turismo rural, donde poder practicar montañismo, senderismo, mountain-bike, rutas ecológicas, rutas histórico-culturales, rutas fotográficas... y disfrutar del medio ambiente. En cuanto a la fauna, la zona es rica en toda clase de animales propios del ecosistema mediterráneo: jabalíes, codornices, perdices, zorros, conejos, liebres... por lo que las prácticas cinegéticas todavía ocupan un lugar destacado.

## Historia
Su origen debe buscarse en el cerro de roca viva donde se ubicó su inexpugnable Alcazaba, sede de las tres culturas: la semítica Illipula Magna de los íberos, el inexpugnable castillo de la Hisn Burxana de los árabes y la cristiana Purchena de los Reyes Católicos.
Después de la Conquista de 1489, al pasar esta plaza militar a manos cristianas, sus antiguos habitantes mudéjares, encerrados tras los adarves de la fortaleza, se vieron obligados a abandonar la Alcazaba por lo que se animaron a crear un arrabal en la falda este del monte, que será el punto de partida del núcleo urbano posterior. Efectivamente, con la edificación de la Iglesia a mediados del siglo XVI, fueron construyéndose en su entorno infinidad de casas, que hoy forman la parte vieja, caracterizada por sus calles empinadas, estrechas y tortuosas de claro origen morisco. Ahora bien, el pueblo actual se conformó durante los siglos XVIII y XIX en torno a las plazas de la Constitución, Larga y calle Carrera, donde terratenientes agrícolas se construyeron hermosas casas solariegas, de bellos enrejados, amplios balcones y blancas fachadas.

### Prehistoria
El espacio geográfico de Purchena ha sido desde tiempos prehistóricos un verdadero corredor donde tuvieron asentamiento casi todo el mosaico de culturas que han pasado por el sudeste ibérico, destacando muy particularmente el yacimiento arqueológico del Llano de los Churuletes, perteneciente a la etapa Eneolítica.

### Etapa Romana
Purchena, según fuentes documentales fue incluida por Augusto dentro de la Tarraconense. En el siglo II y, según el plano de Ptolomeo, fue conocida como Illipula Magna; de esta época son las villas romanas halladas en su término municipal encontrándose en Onegas restos de columnas estriadas de mármol pertenecientes a un templo.

### Edad Media
Época musulmana
Por las fuentes árabes se sabe que Purchena como ciudad, fue fundada en el siglo IX, en tiempos del emir Abdallah por los Marines de Pechina, siendo llamada Hisn Burxana, de donde procede su nombre actual. La fortaleza fue construida en el siglo X, y sufrió varias transformaciones a lo largo de su historia, así, por ejemplo, de época Almorávide se han encontrado restos de cerámica y la estructura de un muro; en 1125 Alfonso I el Batallador, rey de Aragón y Navarra, durante el ataque que realizó por el sudeste de al-Ándalus sitió la fortaleza de Purchena sin rendirla.. Alfonso X la nombra en sus versos y existen datos ofrecidos por el cronista Ambrosio de Morales, de que a este rey Sabio le perteneció durante un tiempo, puesto que en 1258 la regaló, con su valle, a su hermano Felipe como regalo por su boda con la princesa Cristina de Noruega. Esta etapa de dominación castellana fue breve ya que Mohammed I funda el reino nazarí de Granada en esos años, y en él se incluye Purchena; época en la que alcanzará su máximo esplendor. La alcazaba será reestructurada y su finalidad será proteger los accesos a Baza, acoger a toda la población en caso de ataque y alertar mediante señales ópticas.
Hacia 1345 y según la descripción de Ibn Aljathib, visir de Yusuf I y pensador granadino, el propio soberano nazarí estuvo en el Valle del Almanzora e inspeccionó el castillo de Purchena. También se sabe por el viajero Ibn Battuta que en el siglo XIV Purchena tenía varias mezquitas, como lo atestigua el siguiente texto de su rihla o libro de viajes "A través del Islam":
Yo he visto con mis propios ojos en Purchena... un alminar que se menea sin que se invoque el nombre de ningún califa ni de nadie. Es el alminar de la mezquita más principal de la ciudad... y no está ladeado ni torcido. Subí una vez a él con un grupo de gente, y unos cuantos se agarraron de algunas partes de su tronco y lo sacudieron; y se meneó el alminar hasta que les hice señales de que ya bastaba.
Purchena se entregó en diciembre de 1489, junto con Baza, Guadix y Almería a los Reyes Católicos mediante capitulación pactada por Cidi Yahya Alnayar. Sin embargo, los hermanos Ibrahim y Abufar Abenedir, alcaide y alguacil respectivamente de Purchena, no aceptaron las mercedes y regalos de los monarcas y prefirieron marcharse con la cara alta y todos sus servidores y amigos a África. Antonio Gala recoge este pasaje de la “Crónica de los Reyes Católicos” de Fernando del Pulgar y lo novela en El manuscrito Carmesí en boca del alcaide con las siguientes palabras:
Yo señores, - dijo a los reyes -, soy andaluz, de linaje de andaluces y alcaide de Purchena. En ella me pusieron para que la guardara. Vengo aquí ante vosotros no a vender lo que no es mío, sino lo que hizo vuestro la fortuna. Y creed, que si no me enflaqueciese la flaqueza que encuentro en los que me debían esforzar, la muerte sería el único precio que admitiese por defender Purchena, y no el oro que me ofrecéis por venderla... No todos los andaluces se portarían como él.
Otro autor que nombra Purchena y nos habla de los últimos años de los árabes en el Reino de Granada es Amin Maalouf en su novela León el Africano.

### Edad Moderna
Fernando e Isabel recibieron las llaves de la fortaleza de Purchena hacia mediados de diciembre, cuando pasaron por ella camino de Almería. La guerra de las Alpujarras, que se inicia en la Navidad de 1568, sitúa a Purchena en el centro del levantamiento. Un contingente morisco bajo el mando de El Maleh descendió en junio de 1569 de las Alpujarras y levantó en armas a los moriscos de la comarca. Los cristianos de Purchena no se resistieron y huyeron. Los rebeldes ocuparon la fortaleza desierta y convirtieron Purchena en centro de diversas actividades. En 1569, tras el cerco de Vera, Abén Humeya, rey de los moriscos, organiza en Purchena unos juegos y fiestas denominados Juegos Moriscos de Aben Humeya que recuerdan a los Juegos Olímpicos y que fueron descritos por el cronista Ginés Pérez de Hita, evocando aquel mundo arábigo-musulmán que estaba a punto de sucumbir. Desde hace unos años, con creciente esplendor y Declarados de Interés Turístico de Andalucía se han recuperado estos Juegos Moriscos de Aben Humeya como el eslabón perdido entre la antigüedad y el mundo moderno. Por unos días Purchena rememora aquellas jornadas festivas y deportivas con competiciones, actuaciones de música andalusí, escenificación de la llegada de las tropas moriscas, degustaciones gastronómicas, etc. Será Juan de Austria quien 1570 recupere Purchena, unos meses antes de que los moriscos sean expulsados y sacados del reino de Granada en dirección a Castilla, produciéndose un vacío poblacional que remediará en parte la Corona enviando labradores cristianos a repoblar estas tierras. Las posesiones de los moriscos fueron repartidas después de 1570 a los nuevos repobladores castellanos, que se unieron a los restos de la vieja guarnición y cargos administrativos. Esta sociedad, andando el tiempo, construirá la iglesia, ordenará urbanísticamente el pueblo y económicamente vivirá del comercio y de la explotación del olivo, los productos de huerta y los cereales.

#### El Escudo de Purchena
Acabada la rebelión de los moriscos, debido a la importante participación de Purchena en la citada rebelión, conocida también como Guerra de las Alpujarras, cuando llegó a convertirse en capital de las tropas moriscas de Aben Humeya, Felipe II cortó, como castigo a esta ciudad, las alas del águila bicéfala del escudo. Caso curioso que lo ha convertido en el único en el mundo conocido con un ave sin alas.

### Edad Contemporánea
A finales del siglo XVIII Purchena contaba con una oligarquía terrateniente que controlaba los medios de producción y los cargos concejiles. De hecho se había convertido en cabeza de partido, con escribanía de número y juzgado. Los cambios más importantes se producen en el siglo XIX, en el que el sistema constitucional confiere a Purchena un diputado en representación de su distrito, entre los cuales se halló el famoso escritor Azorín. Es la época dorada de los mármoles de Macael, el jaboncillo de Somontín o el hierro de Las Menas de Serón. En Purchena también hubo minas de hierro y de mercurio, aunque su mayor auge económico se produjo a partir de 1890 con el revulsivo que significó la construcción del ferrocarril.
En 1943 la Diputación provincial elige mayoritariamente a su alcalde Antonio Jurado Jiménez para el cargo de procurador en Cortes en la I Legislatura de las Cortes Españolas (1943-1946), representando a los municipios de esta provincia.
Durante la década de 1990, Purchena recupera su antiguo papel de centro administrativo del Alto Almanzora. Es cabeza de Partido Judicial con Juzgado de 1.ª Instancia e Instrucción. Así mismo posee otros servicios como Notaría, Registro de la Propiedad, Servicio de Extensión Agraria, Cámara Agraria Comarcal, Unidad Territorial de Empleo de la Junta de Andalucía, Guardia Civil e Instituto de Enseñanza Secundaria. En otro orden de cosas, su infraestructura se completa con una Biblioteca Pública (la más antigua del Alto Almanzora), Centro de Información Juvenil y Multiplicador Cualificado de la Red Eurodesk, Centro Guadalinfo, Escuela Municipal de Adultos, Pabellón Polideportivo, Piscina Municipal, Área Recreativa de Montaña (La Silvería), Taller de Empleo, Centro de Menores y Centro de Protección de Menores -lo que está convirtiendo a Purchena en un referente en la acogida y educación de menores con y sin problemas legales-, Apartotel con un moderno espacio escénico, Museo Arqueológico Municipal, Unidad Territorial de Empleo, Centro de la Tercera Edad, guardería Infantil, viviendas tuteladas para mayores.
A esto habría que añadir el hondo significado cultural que tiene que esta ciudad se haya convertido desde 1993 en una de las sedes de los Cursos de Verano de la Universidad Complutense, y desde 1997 las competencias de los cursos han sido asumidas por la Universidad de Almería. Cada año, a finales del mes de julio cientos de alumnos. El antiguo puente sobre el río Almanzora ha sido rehabilitado. Al mismo tiempo han comenzado a explotarse canteras de mármol amarillo y blanco de excelente calidad.
Paralelamente existen también algunas industrias menores (construcción, carpinterías de gran tradición...)

## Geografía humana

### Organización territorial
Además de la cabecera municipal, Purchena cuenta también con otra entidad de población según el nomenclátor publicado por el Instituto Nacional de Estadística: El Campillo.

### Demografía
Cuenta con una población de 1533 habitantes (INE 2024).
| Gráfica de evolución demográfica de Purchena entre 1842 y 2021                                                        |
| |
| Población de derecho según los censos de población del INE. Población de hecho según los censos de población del INE. |

La ciudad de Purchena cuenta en la actualidad con algo menos de 2000 habitantes. Esta cifra poblacional tan escasa es debida a los coletazos de la recesión demográfica que se produjo con los movimientos migratorios de los años 1960 y 1970, que llevó a numerosas familias hacia Cataluña, Madrid y algunos países europeos. Sin embargo, esta tendencia negativa se ha detenido y, de nuevo, desde mediados de los ochenta del siglo pasado, el pueblo ha comenzado a crecer. La pirámide de población indica que se trata de un pueblo eminentemente joven y dedicado preferentemente a las labores del mármol de Macael y los servicios. No obstante, la agricultura juega un papel que completa algunas economías familiares y, sobre todo, para los más de 200 habitantes de la pedanía de “El Campillo”.

### Urbanismo
La visita al pueblo se completa paseando por las numerosas plazas, como la de Gustavo Villapalos; la de la Constitución; Plaza Larga donde se sitúa el monumento al legado hispano-musulmán, una media luna humana de mármol amarillo que funciona como reloj de sol, obra del escultor Julio Alfredo Egea López, y un caño de agua, también en mármol amarillo; en la Plaza de Triana se puede contemplar un pequeño templete con una pequeña imagen de la Virgen del Carmen; o el parque Juan Mª Bandrés el cual está ajardinado y tiene un monolito de mármol en su centro.
En los alrededores de las plazas existen casas decimonónicas de interés por el tratamiento de las fachadas, con rejerías, balcones y juegos de ventanales simétricos, entre otras. 

### Economía

#### Evolución de la deuda viva municipal
| Gráfica de evolución de Deuda viva del Ayuntamiento de Purchena entre 2008 y 2019                                |
| |
| Deuda viva del Ayuntamiento de Purchena en miles de Euros según datos del Ministerio de Hacienda y Ad. Públicas. |

## Política

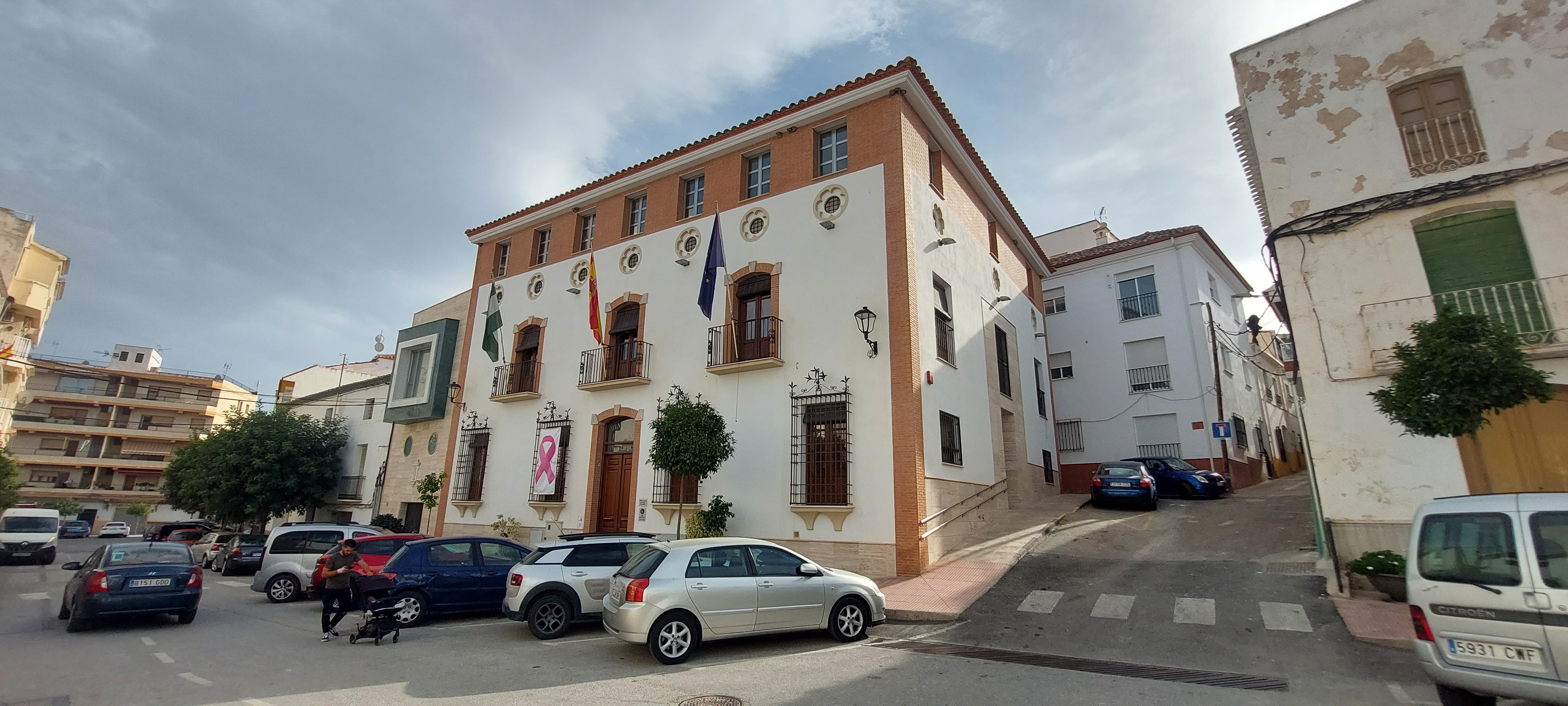
Casa Consistorial ubicada en la antigua casa del fiscal

### Administraciones Públicas
El municipio es sede del partido judicial nº8 de la provincia, que incluye a 21 municipios. Tiene un único Juzgado de Primera Instancia e Instrucción.

### Resultados elecciones
| Partido político                         | 2019  | 2019       | 2015  | 2015       | 2011  | 2011       | 2007  | 2007       | 2003  | 2003       | 1999  | 1999       |
| Partido político                         | %     | Concejales | %     | Concejales | %     | Concejales | %     | Concejales | %     | Concejales | %     | Concejales |
| Partido Socialista Obrero Español (PSOE) | 68.99 | 6          | 73,08 | 7          | 65,64 | 6          | 64,50 | 6          | 71,35 | 7          | 71,94 | 7          |
| Partido Popular (PP)                     | 31,01 | 3          | 26,92 | 2          | 34,36 | 3          | 35,50 | 3          | 28,65 | 2          | 28,06 | 2          |

| Partido político                                   | 1995  | 1995       | 1991  | 1991       | 1987  | 1987       | 1983  | 1983       | 1979  | 1979       |
| Partido político                                   | %     | Concejales | %     | Concejales | %     | Concejales | %     | Concejales | %     | Concejales |
| Partido Socialista Obrero Español (PSOE)           | 74,32 | 7          | 66,24 | 7          | 45,59 | 4          | 30,98 | 3          | 24,02 | 2          |
| Partido Popular (PP)/AP                            | 25,68 | 2          | 9,22  | 0          | -     | -          | 34,61 | 3          | -     | -          |
| Centro Democrático y Social                        | -     | -          | 24,54 | 2          | 19,35 | 2          | 34,42 | 3          | -     | -          |
| Agrupación de Electores Independientes de Purchena | -     | -          | -     | -          | 35,06 | 3          | -     | -          | -     | -          |
| Unión de Centro Democrático                        | -     | -          | -     | -          | -     | -          | -     | -          | 42,77 | 5          |
| Coalición Democrática                              | -     | -          | -     | -          | -     | -          | -     | -          | 33,20 | 4          |

### Alcaldes
Por orden cronológico, solo de la última etapa democrática:
- Joaquín Cano Brocal (1979-1983)
- José Guirado (1983-1985)
- Pedro Belmonte García (1985-1987)
- Manuel Rozas Galera (1987-1989)
- Francisco Romacho Túnez (1989-1991)
- Luis Caparrós Mirón (1991-1999)
- José Juan Cano Torres(1999-2002)
- Juan Miguel Tortosa Conchillo(2002-actualidad)

## Servicios públicos

### Educación
En el municipio existe un CEIP llamado San Ginés de la Jara, una escuela infantil "Garabatos", una Sección de Educación Permanente "La Jara de Purchena" y un IES, Entresierras que solo tiene la ESO.

### Sanidad
El municipio cuenta con un consultorio médico que presta servicios cinco días a la semana. Depende del Área de Gestión Sanitaria Norte de Almería y el hospital de referencia es La Inmaculada.

### Seguridad
Existe un puesto de la Guardia Civil que presta servicio a otros pueblos de la zona.

## Cultura

### Patrimonio
LA IGLESIA PARROQUIAL DE SAN GINÉS
Su construcción se inició hacia el 1550 por el arquitecto Juan de Orea, y no se acabó hasta fechas inmediatas a la rebelión de los moriscos. Su estilo es renacentista con notorias influencias del mudéjar granadino. Se compone de tres naves separadas por dos hileras de arcos formeros que se sustentan en columnas de cantería de sección ovalada y que nos llevan hasta el altar mayor. Posee tres capillas del siglo XVIII, una dedicada a la Virgen del Carmen, otra a la de los Dolores y otra a la del Rosario. Exteriormente está construida de sillares regulares y posee una torre cuadrada. La techumbre es una armadura de par y nudillo, con tirantes dobles decorados con estrellas de ocho puntas y alfardones, lo que se repite en los guardones de los dos frisos y en el almizabe, con lo que se crean polígonos octogonales a los que se añaden piñas.
Posee tres escudos, el más antiguo es el de Fray Diego de Villalán que figura en la fachada principal, en cuyo episcopado se construyó la iglesia. Sobre la puerta se encuentra el escudo del obispo Corrionero que fue quién restauró la Iglesia en 1569. El último escudo es de carácter familiar situado sobre el arco de entrada a la Capilla de los Dolores. Cuenta con un Retablo Mayor reconstruido recientemente, y en 1993 se recuperó el viejo Sagrario que data de 1792 que se perdió durante la Guerra Civil.
La Iglesia está ubicada en el lugar donde se encontraba la antigua mezquita musulmana y vino a sustituir a otra consagrada desde 1505, a Nuestra Señora de la Encarnación, que probablemente pudo estar ubicada en el cerro del Castillo.
En 1983 la Iglesia fue declarada monumento histórico-artístico por la Junta de Andalucía, y ello favoreció su restauración, que se inició en 1989 y finalizó en 1991. En su interior se han descubierto y restaurado unas pinturas al fresco de gran importancia.
LA ALCAZABA

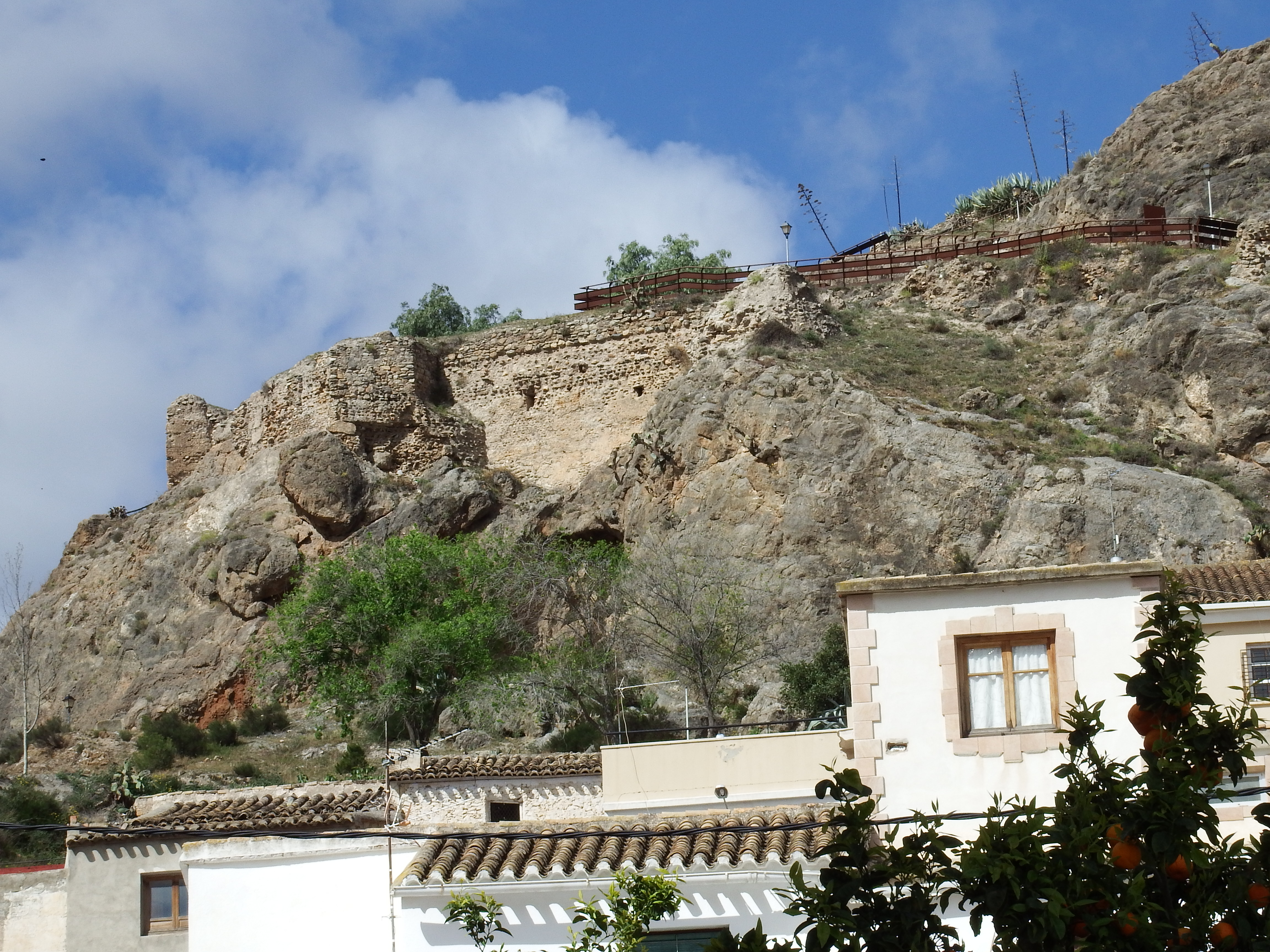
Fragmento de la muralla de la Alcazaba

Dominando el pueblo se sitúa la vieja Purchena en lo que hoy se conoce como El Castillo. Se trata de una antigua ciudadela nazarí, de la que se conservan algunos restos. En agosto de 1994 se realizaron varias catas arqueológicas en diversos puntos de la fortaleza que ofrecieron monedas, piezas de cerámica, metales y otros restos que ayudaron a datar las distintas etapas de ocupación de la alcazaba.
Subiendo por su acceso original, lo primero que se encuentra es un gran torreón, la Torre del Agua, la única que se ha conservado hasta la mitad, y situada en la antemuralla. Fue construida con sillares de piedra en su base y el resto de mampostería en hiladas careadas, con cantería en las esquinas. En su interior, de dos pisos, existe una mina con un nacimiento de agua, que desemboca en un aljibe, situado sobre un plinto que se cubre con una cúpula de ladrillos. La torre original debió ser el doble de alta que la actual, llegando a tener tres plantas y cuatro cortes seguramente utilizados como almacenes.
Arriba, en la planicie, donde el terreno se hace más amplio y llano, se conserva un aljibe de planta rectangular, y adosado a éste un baño de planta cuadrada y con un banco corrido apoyado en el muro de separación. Exteriormente formaría un solo conjunto, de muros de mampostería y estaría cubierto mediante bóveda.
En los lados del cerro existen un total de quince prominencias que pudieron ser torres, torreones o espolones y donde hoy se levanta la estatua del Sagrado Corazón de Jesús debió situarse la Torre del Homenaje, la principal construcción de la fortaleza y que dominaba los accesos a la misma.
En la meseta del cerro se construyó a mediados del siglo XX la ermita de la Virgen del Carmen, un pequeño edificio que posiblemente sustituyera a la antigua ermita del siglo XVI que citan algunos documentos.

#### Atalaya de Purchena
La atalaya de Purchena es una torre vigía situada en el término municipal de Purchena (Almería). Se halla situada en un cerro situado a 1,5 km de las ruinas de la Alcazaba de Purchena, erigida en el siglo IX, exactamente en el año 888, tras el traslado de Hisn Burxana desde Onegar hasta Purchena pueblo.
Es una torre de planta circular construida en época nazarí. Su altura aproximada, en el momento de su construcción y estando en uso, pudo haber sido de unos diez metros.
En la actualidad la atalaya está casi al borde de la desaparición. Únicamente queda en pie la base que se encuentra muy deteriorada.

### Entidades culturales
El municipio alberga dos museos:
- Centro de Interpretación "Valle del Almanzora Tiempo": Inaugurado en 2009 es un centro de interpretación de la historia de la zona, donde se detallan los yacimientos arqueológicos, fortificaciones medievales, la historia de la minería o la Edad Contemporánea. Funciona también como Oficina de Información turística de la zona.
- Sala de Arqueología municipal: Inaugurada en 2018 se encuentra en la Casa Consistorial. Expone piezas de los diferentes yacimientos del municipio, desde la prehistoria hasta el siglo XVIII. Destaca un pilar del siglo XVII y lápida islámica serigrafiada.

### Patrimonio cultural inmaterial
La Semana Santa de Purchena es famosa en la comarca por sus excelentes imágenes, de tamaño natural, destacando algunas como la del Padre Jesús, réplica de la de Salzillo de Murcia. Entre sus pasos destacan la procesión de la Pasión, el Santo Entierro y la de Resurrección. En esta última los costaleros corren y bailan a San Juan después del encuentro con Jesús resucitado. La noche del Sábado de Gloria es costumbre que los jóvenes coloquen a sus pretendidas ramas de naranjo en sus ventanas. En los últimos años destaca el éxito alcanzado por la Semana Santa Infantil promovida por el Ayuntamiento.
Una fiesta típica de primavera es la de San Marcos (25 de abril), conocido en el pueblo como “Patrón de los charcos”, porque es raro que no llueva para ese día. En dicha fecha se sale de merienda al campo, principalmente al paraje de Gevas para degustar, entre otros productos, los hornazos que se hacen con tal motivo.
Cabe resaltar otros aspectos folclóricos, como las lumbres que se hacen el día de Santa Lucía (13 de diciembre) y el Carnaval con la quema del muñeco (Miércoles de Ceniza). La quema del muñeco, tradición original y única en la comarca, es en Purchena lo que en otros lugares el entierro de la sardina: el final del carnaval.
Otras fiestas (antaño importantes) pero que hoy no se realizan son: el chinico de las ánimas, los bailes y pujas de ánimas y los aguinaldos. La fiesta del Cazador consistente en pasear en burra por las calles del pueblo, seguido de la chiquillería, al cazador o cazadores que menos perdices han matado durante la temporada de caza, también está siendo recuperada por la Sociedad de Cazadores.
El 16 de julio se celebran las fiestas de la patrona, la Virgen del Carmen, durante la cual mujeres de la localidad velan durante una noche a la Virgen. También se le honra celebrando distintos actos y varias noches de verbena en la plaza. A finales de agosto, tiene lugar la Romería de la Virgen del Carmen hasta su ermita del cerro de la Alcazaba, en una fiesta popular, llena de colorido, donde es tradicional que los romeros y las refajonas, vestidos con el traje típico del pueblo, canten y bailen el fandanguillo de Purchena.
Como preámbulo a las fiestas de San Ginés se celebran los Juegos Moriscos de Aben Humeya y durante tres días se vuelven a recrear las pruebas atléticas y musicales que hiciera el rey morisco en el pueblo en 1569. Tales pruebas son: lucha, levantamiento de peso, sostenimiento de ladrillos, carrera de velocidad, triple salto, lanzamiento de cantos, lanzamiento de honda, tiro con arco, danza y canto. Son jornadas llenas de color y bullicio en las cuales la gente se viste con chilabas y trajes de la época, se suceden los espectáculos folclóricos andalusíes, las carreras de cintas a caballo, etc. Este evento ha sido declarado de Interés Turístico por la Junta de Andalucía.
En 2013 tuvo lugar un descubrimiento musical de gran valor para los Juegos Moriscos. Manolo Sola, bibliotecario de Purchena, fruto de su investigación relacionada con la huella de los Juegos Moriscos en archivos y bases de datos de internet, encontró una partitura para piano denominada Fiesta en Purchena compuesta por el compositor americano Albert Hay Malotte (Filadelfia 1885 - Los Ángeles 1964), autor de, entre otras, ''The Lord’s Prayer'', composición que aún hoy sigue sonando en todo el mundo, o de varias bandas sonoras para películas Disney, llegando incluso a componer para la película 'Lo que el viento se llevó''. Tras ese descubrimiento, el citado bibliotecario ofreció al músico valenciano Bertomeu Llorens Peset continuar la investigación. El resultado fue la edición del ensayo Fiesta en Purchena: los Juegos Moriscos de Abén Humeya en la obra del compositor estadounidense Albert Hay Malotte, un breve estudio sobre este autor y la obra que compuso para los Juegos Moriscos de Purchena. 
El libro comienza con una introducción en la que se refiere el descubrimiento inicial reconociendo la investigación realizada por el citado bibliotecario tal y como sigue:

El presente trabajo es fruto de la investigación llevada a cabo desde hace más de cuatro años. Todo empezó al conocerse la existencia de una pieza musical titulada "Fiesta en Purchena" compuesta por el compositor estadounidense Albert Hay Malotte. Esto fue posible gracias a Manuel Sola, Bibliotecario y Técnico de Cultura del Excmo. Ayuntamiento de Purchena. 

Continúa la obra con datos sobre la vida y obra del compositor y el por qué dedicó esta pieza al municipio de Purchena. El libro se complementa con la partitura de la misma y un cd con la grabación de Fiesta en Purchena a cargo del pianista valenciano Tomeu Moll.
Curiosamente no existe en inglés ninguna monografía dedicada a este músico. Gracias al Ayuntamiento de Purchena, con el apoyo institucional de la Embajada de Estados Unidos, se cuenta con una biografía en castellano de este desconocido y casi olvidado músico. En el libro se encuentra, como se ha dicho, el motivo por el que Malotte dedicó una obra musical a un evento histórico ocurrido en Purchena, pequeño pueblo andaluz, en el que nunca estuvo. La explicación que da Malotte es la siguiente:

FIESTA EN PURCHENA me fue sugerido por la siguiente cita de Eleanor Hague en su interesantísimo libro Music in Ancient Arabia and Spain. En un capítulo relativo a festivales moriscos, relata como "los moros que más vitalmente mantienen su tradición fueron los del Reino de Granada, el último bastión del islamismo en la península. Las estampas más vivas de la música de festivales que se celebran en el Reino deben ser encontrados en la obra de Ginés Pérez de Hita. Como ejemplo cito lo siguiente; lo cual muestra la sutileza, el orden y la elegancia de sus concursos artísticos: "la plaza de Purchena estaba preparada para las danzas, con muchas alfombras extendidas; sobre ellas todas las personas importantes estaban sentadas alrededor de Ibn Humeya en una tarima, y laúd y sonaja en su lugar. Muchas jóvenes árabes, hermosamente ataviadas, bailan, una tras otra, maravillosamente bien. Después de eso siguieron varios caballeros, bailando con bellas damas moriscas.

San Ginés de la Jara es el patrón de Purchena y se celebra el 25 de agosto. Alrededor de ese día y durante casi una semana se celebran las fiestas mayores de Purchena. Lo más destacable son sus bailes de verbena que se alargan hasta el amanecer y el reencuentro de numerosas familias que se separaron durante los años de la emigración.

### Gastronomía
La gastronomía es representativa de la rica cocina almeriense. Entre los platos típicos hay que destacar la olla de trigo, las gachas (con leche o con caldo pimentón) y las migas de trigo, la fritada de conejo o cerdo.
Una actividad que se intenta no perder es el ritual de la matanza, que se hace antes de Navidad. En la misma se suelen comer las migas con tajadas, y se hacen embutidos y tortas de chicharrones, como postre. En la Navidad son típicos los mantecados caseros y las tortas de manteca. Para la Cuaresma se tiene las albóndigas de bacalao o el empedrado (arroz con bacalao y habichuelas).
En el verano es costumbre hacer gazpacho y ensalada asada (pimiento y tomate asado, sal, aceite de oliva, aceitunas y cominos). Asimismo, como postres se comen chumbos, higos, uvas y melones que producen nuestros campos en abundancia. Como repostería hay que destacar los ya mencionados hornazos de San Marcos, los borrachos, los buñuelos y roscos fritos que se suelen hacer en la Semana Santa.
Entre los licores preciso mencionar los buenos vinos del país, la mistela, un licor casero que se hace con mosto de uva y aguardiente y la “cuerva”, especie de sangría tradicional del municipio.

### Otros lugares y monumentos de interés
Para conocer algo más del pasado del pueblo es imprescindible visitar el Museo Arqueológico. En él se guardan varias mâqâbirillas (lápidas funerarias) de mármol, vasijas decoradas de todos los estilos del período musulmán, monedas y muchos otros objetos procedentes de excavaciones en la Alcazaba, de hallazgos fortuitos en el barrio viejo del pueblo y de donaciones particulares.
Mención merece también el puente de Purchena sobre el río Almanzora, rehabilitado en la actualidad y que data de los años 20 del siglo pasado. Junto al puente se puede encontrar la escultura del Arquero en mármol blanco, dedicada a los Juegos Moriscos y que es obra del escultor madrileño Roberto Manzano. Muy cerca de esta se encuentra la escultura de la danzarina árabe, obra del escultor local Jesús García Lorente.

## Localidades hermanadas
Purchena está hermanada con Alhucemas (Marruecos) desde 1998 y con Suflí (España) desde 2008.